# Кушко-Билямор
Кушко-Билямор (мар. Кукшо Пыламарий) — деревня в Мари-Турекском районе Республики Марий Эл. Входит в состав Мари-Биляморского сельского поселения.

## География
Находится в восточной части республики Марий Эл на расстоянии приблизительно 16 км по прямой на восток от районного центра посёлка Мари-Турек.

## История
Известна с 1686 года. В 1723 году было 6 ясачников, в 1764 году — 9 ясачников. В 1816 году в ней насчитывалось 12 дворов, проживали 67 человек. По данным 1905 года, в деревне числился 61 двор, проживали 352 человека. После голодных 1921—1922 годов численность населения сократилась, в 1923 году было 198 жителей, преимущественно русских. В 1947 году здесь было 45 дворов, 138 жителей, в 1979 году 83 жителя. В 2000 году в ней осталось 14 дворов. В советское время работали колхозы «Заветы Ильича», «Новый путь», «Воля» и «Россия».

## Население
Население составляло 37 человека (мари 76 %) в 2002 году, 34 в 2010.

## Известные уроженцы
Вшивцева Раиса Михайловна (1928—2014) —  марийский советский государственный деятель и педагог.  Депутат Верховного Совета СССР 8-го созыва (1970—1974). 